# Harsiesis jobina
Harsiesis jobina är en fjärilsart som beskrevs av Hans Fruhstorfer 1911. Harsiesis jobina ingår i släktet Harsiesis och familjen praktfjärilar. Inga underarter finns listade i Catalogue of Life.